# Альянс красных хакеров
«Алья́нс кра́сных ха́керов» (англ. Red Hacker Alliance, кит. 中国 红 客 联盟) — неформальное объединение китайских хакеров, численность которого, по некоторым оценкам, составляет более 80 000 человек, что делает его одной из крупнейших хакерских групп в мире.
Эта организация также известна под названием «Союз хакеров Китая» (англ. Honker Union of China), однако по ряду причин наименование «Альянс красных хакеров» считается более корректным.

## Общие сведения
Китайские компьютерные энтузиасты стали первыми, кто сформировал сетевые сообщества хакеров-патриотов. Отмечено, что фундаментальная роль и значение патриотических настроений в среде китайских хактивистов проявляются с 1998 года. Это демонстрирует разительный контраст с западной хакерской идеологией, для которой своеобразной нормой являются оппозиционные взгляды по отношению к собственному правительству, а также склонность к анархизму и индивидуализму.
Ван Тао, один из «крёстных отцов» китайской хакерской субкультуры, заметил, что патриотический настрой его молодых единомышленников стал основой для появления понятия «красный хакер». По его мнению, «красным хакером» достоин называться только тот, кто деятельно проявляет свой патриотизм в политической деятельности. И в этом заключается принципиальное отличие от западных компьютерных энтузиастов.
Патриотическое мировоззрение сообщества «красных хакеров», в чём-то являясь его уникальной особенностью, сопровождается жёстким кодексом хакерской деятельности. Этот набор правил, к примеру, запрещает «красным хакерам» делать целями хакерских атак любые китайские онлайн-ресурсы и интернет-коммуникации. Такие самоограничения позволяют китайским киберпатриотам сохранять благосклонное отношение со стороны широких народных масс и никогда не испытывать недостатка в новых добровольцах. В моменты политических обострений отношений между континентальным Китаем и другими странами «красные хакеры» мобилизуются и становятся особенно активными.
Как организация «Альянс красных хакеров» активен с 1998 года. Он формировался путём объединения разномастных хакерских сообществ, одним из которых стала небезызвестная группа «Зелёная армия». По зарубежным оценкам, полнoe количество его сторонников может достигать 300 000 человек, способных скоординировать свои усилия во время различных акций в киберпространстве. Эти акции нередко осуществляются в ответ на реальные или мнимые действия иностранных государств, которые могут быть восприняты как нападки на китайский народ. Сетевые ресурсы «Альянса красных хакеров» позволяют его членам обмениваться опытом и инструментарием для организации кибератак.
Киберпатриоты «Альянса» опубликовали своеобразный манифест, который в краткой форме резюмировал их цели и повестку. Патриотическая миссия организации в манифесте подчёркивалась цитатами Мао Цзэдуна:
Эта страна — наша; этот народ — наш. Если мы не выступим, то кто выступит? Если мы не сделаем, то кто сделает?
Вопрос о связи «Альянса» с официальным Пекином неоднократно поднимался в специализированной литературе и в международной прессе. Однако экспертное сообщество склонно полагать, что если такая связь и существует, то она не носит формального характера. Не было представлено никаких доказательств, что «красные хакеры» находятся под прямым управлением китайского правительства, однако очевидно, что Пекин не отказывается от политических преимуществ, приобретений и возможностей, которые возникают благодаря активности членов «Альянса». Кроме этого, не вызывает сомнений причастность «красных хакеров» к мероприятиям по ведению киберразведки, которая носит характер своеобразного «квази-фрилансерства». Этот аспект вызывает особый интерес, так как он демонстрирует всю глубину различий между западным и китайским пониманием сути разведывательных и военных действий. Если в западной культуре проведение разведывательных операций в мирное время не может быть доверено неправительственным субъектам, то китайская стратегия не делит своих граждан на такие категории. Методические рекомендации НОАК прямо подчёркивают необходимость интеграции всех ресурсов (и военных, и гражданских) в целях достижения поставленных целей в будущих войнах. В рамках концепции «народной войны» они требуют мобилизации всего общества на защиту страны, не делая разницы между военным персоналом и гражданскими лицами. С этой стороны «красные хакеры» не имеют никаких ограничений в поисках удобных возможностей для противодействия врагам Китая и не упускают случая нанести превентивный или карательный удар.
Однако если в начальные периоды их активности китайское руководство просто смотрело сквозь пальцы на проделки своих «хактивистов», то к 1999 году была осознана необходимость планомерной и всесторонней тренировки большого количества «сетевых солдат» в училищах Народно-освободительной армии КНР, укрепления кибернетической безопасности континентального Китая и привлечения для этого гражданских компьютерных специалистов. После взятия курса на подготовку своих собственных кибервойск в мае 2001 года было выпущено несколько специальных правительственных сообщений, адресованных всем хакерам-патриотам. В мягкой форме они напоминали населению, что правительство не имеет желания оскорблять патриотические чувства своих граждан, но, тем не менее, не может поощрять хакерство как способ их выражения. После намёка на то, что хакерская деятельность по своей природе является противозаконной, лидер «красных хакеров» Ван Тао заявил, что вся вредоносная активность должна прекратиться.

## История кибердеятельности
В 1998 году разрозненный конгломерат китайских киберактивистов выступил единым фронтом против индонезийского правительства в отместку за нападения на китайскую диаспору во время массовых беспорядков в Джакарте. Кибербойцы «Альянса красных хакеров» засыпали почтовые ящики индонезийских госструктур емейл-бомбами и осуществили ряд кибератак на индонезийские сайты. Эта серия атак стала для них тренировочным полигоном перед следующими акциями.
В течение 1999 года члены «Альянса» успели сцепиться с тайваньскими хакерами в двухмесячной кибервойне из-за того, что президент острова Ли Дэнхуэй выразил одобрение идее «двух государств» в китайско-тайваньских отношениях. В это время хактивисты КНР преодолели зависимость от зарубежных разработчиков вредоносного кода и начали применять своё собственное программное обеспечение. Именно в горячке киберстолкновений с тайваньцами появились троянские программы Glacier и NetSpy, причём версия Glacier 2.2 стала излюбленным средством работы китайских хакеров. После попадания американской крылатой ракеты в китайское посольство в Белграде была организована серия киберударов по американским интернет-ресурсам. На мобилизацию своих сторонников «Альянсу» понадобилось менее 12 часов.
В 2000 году от киберактивности «Альянса» пострадали веб-страницы японских государственных ведомств — это стало ответом на непризнание японцами Нанкинской резни. Ряд неполадок взял на себя некий китайский хакер под ником ROOT. В одном из онлайн-интервью он признался, что на его счету числятся отказы в функционировании веб-сайта администрации премьер-министра Японии, а кроме этого — паралич работы Бюро статистики и Бюро научно-технических исследований. Японские официальные лица требовали предпринять меры по отношению к китайским веб-ресурсам в Гуанси-Чжуанском автономном районе, с которых осуществлялись атаки. Однако китайская полиция ответила, что не собирается препятствовать «патриотической» деятельности. В этом же году Тайвань снова подвергся атаке после избрания нового президента, который был сторонником независимости острова.
В 2001 году разразилась шестисуточная китайско-американская кибервойна из-за столкновения американского самолёта-разведчика с китайским реактивным истребителем. В ходе боевых действий активно применялись емейл-бомбы, массированные DDoS-атаки с помощью зомби-нетов и взламывание правительственных веб-страниц. В результате официальный портал Белого дома обрушился и не функционировал несколько часов, а китайские кибербойцы объявили о получении доступа к тысяче американских веб-ресурсов. К тому моменту, когда всплеск интереса к инциденту с самолётами начал угасать, общее число членов «Альянса» достигло 50 или 60 тысяч человек. По оценкам экспертов, в то время их киберактивность не выглядела как планомерная работа, а скорее — как эпатажные выходки молодых компьютерных специалистов. В результате в 2002 году китайское правительство обратилось к своим хакерам с просьбой воздержаться от дальнейших враждебных действий.
В декабре 2004 года «Альянс» закрыл свой веб-сайт и не подавал признаков активности до марта 2005 года, когда работа сайта была возобновлена. Однако в публикациях компьютерных специалистов сразу прозвучали сомнения, что такая огромная организация может исчезнуть без последствий. Были высказаны предположения, что сторонники «Альянса» продолжают свою деятельность, но уже на новом уровне и в других формах. Анализ доступной информации подтвердил эту гипотезу, выявив широкое и хорошо организованное сообщество из более чем 250 китайских интернет-ресурсов. А по сообщениям изданий «Компьютерный мир Австралии» и InformationWeek, члены «Альянса» участвовали в подготовке DoS-атаки на сайт CNN.com 19 апреля 2008 года.

## Оценка результатов
Западные специалисты полагают, что китайские хакеры-патриоты выделяются своей активностью, но в течение десятилетий их атаки так и не вышли на уровень критических. Большая часть их деятельности имеет невысокую сложность, и она попадает в фокус внимания только из-за своего масштаба и очевидной политической мотивации. Степень подконтрольности «красных хакеров» китайскому правительству достаточно трудно оценить, а их цели, вероятнее всего, основаны на искреннем патриотизме и связаны с государственными интересами лишь косвенно.
По оценкам российских экспертов в сфере инфобезопасности В. Овчинского и Е. Лариной, «Альянс красных хакеров» является неформальной, но управляемой властями КНР сетью, включающей хакеров не только из самого Китая, но и из китайской диаспоры во всём мире, тесно взаимодействующей с Третьим и Четвёртым управлениями Генштаба НОАК, которые ведут кибершпионаж и организуют кибератаки.